# Junnin
Junnin (淳仁天皇; 733 – 765) è stato il quarantasettesimo imperatore del Giappone (758-764) secondo il tradizionale ordine di successione.
Il suo nome di nascita fu Principe Oi e fino a metà del XIX secolo non venne considerato come un imperatore legittimo sebbene sia asceso al trono anche se con poteri pressoché nulli, in alcuni documenti antichi ci si riferisce a lui come Haitei l'Imperatore senza trono.
Junnin era nipote dell'Imperatore Tenmu. Settimo figlio di Toneri e della principessa Niitabe il quale padre era l'imperatore Tenji, del casato dei Toma.
Nel 757 l'imperatrice Kōken, che non si era sposata e non aveva avuto figli, diseredò Funado quale principe ereditario e nominò Oi nuovo principe ereditario, su pressione di Fujiwara no Nakamaro, uomo potente a corte e zio dell'imperatrice. Peraltro Oi abitava in casa di Nakamaro ed era sposato con Awata no Morone, il quale primo marito defunto era Fujirawa no Mayori, primogenito di Nakamaro.
Nel 758 l'imperatrice cedette il trono a Junnin ma conservò un vasto potere, riassunto nella sua frase "l'imperatore attuale decida gli affari minori ed il culto liturgico; io decido affari maggiori di stato, premi e punizioni".
Successivamente Junnin e Nakamaro si opposero alla nomina del monaco Dokyo ad alto funzionario di corte, questo fatto mise i due contro l'ex imperatrice, tanto che nel 764 Nakamaro si ribellò apertamente a Kōken, l'esito fu sfavorevole all'imperatore ed a Nakamaro, cosicché Kōken costrinse Junnin ad abdicare al trono, riprendendoselo per sé. L'imperatrice mandò Junnin in esilio nella provincia isolana d'Awaji da dove tentò la fuga l'anno successivo (765), poco dopo fu dichiarato morto, ufficialmente per malattia.
Solo nel 1870 il governo giapponese gli riconobbe il titolo di Imperatore Junnin.